# هیتومی ناباتامه
هیتومی ناباتامه (انگلیسی: Hitomi Nabatame; ۴ اوت ۱۹۷۶ – ) صداپیشه، بازیگر، و خواننده اهل ژاپن بود. وی از سال ۱۹۹۸ میلادی تاکنون مشغول فعالیت بوده‌است.